# 達尼洛·費南多·阿維拉爾
達尼洛·費南多·阿維拉爾（葡萄牙語：Danilo Fernando Avelar，1989年6月9日—）生於巴西帕拉納瓦伊，是一位巴西的職業足球員，現時被義甲球隊拖連奴外借至巴甲球隊哥連泰斯。他被稱為一位進攻型的邊後衛並且也適合在場上擔任中場的位置。

## 生涯

### 早年生涯
阿維拉爾於巴西開始他的職業足球員生涯，他曾效力於Paranavaí、若因維利、巴拉納以及Rio Claro等巴西當地的職業足球俱樂部。

### 利沃夫喀爾巴阡
在2010年5月10日，阿維拉爾以租借形式加入了烏克蘭烏超的利沃夫喀爾巴阡直到2010年12月，因阿維拉爾在隊中極佳的表現利沃夫喀爾巴阡在2010年時正式與阿維拉爾簽約。

### 沙爾克04 （租借）
在2011年11月，阿維拉爾又以租借形式加入到德甲的沙爾克04，於2011年3月23日，當時沙爾克04的新任總教練宣布，在阿維拉爾仍於沙爾克04的時期中，將不會與他以永久轉會的形式與他簽約。爾後，阿維拉爾代表沙爾克04的球員贏得了2010-2011賽季的德國盃後便再2011年6月30日回到利沃夫喀爾巴阡。

### 卡利亞里
於2012年，阿維拉爾以租借形式從利沃夫喀爾巴阡轉會至義甲的卡利亞里。在義甲出賽20場後，他與俱樂部正式在2013年夏季簽署永久轉會合約。
在2014年1月31日，阿維拉爾原定計畫以租借形式加盟到英冠的里茲聯，然而他在租借期限的晚間11點前轉會手續仍沒有完成，因此該租借計畫告吹。而這事的轉會合約是由預定未來里茲聯球隊的所有者 Massimo Cellino 所契合的。 在2014年4月12日，阿維拉爾在代表卡利亞里以1-1戰平薩索羅後透露，他已經準備好要在一月時再次轉會至里茲聯，最快將會在秋季進行轉會手續。

## 個人榮耀

### 俱樂部
沙爾克04
- 德國盃: 2010–11

## 資料來源
1. ↑  . FC Karpaty.   [July 2, 2011]. （原始内容存档于2019-04-02） （乌克兰语）.
2. ↑  Kitsch, Christian. . bild.de. March 23, 2011  [July 2, 2011]. （原始内容存档于2011-03-25） （德语）.
3. ↑  . HITC Sport. 1 February 2014  [1 February 2014]. （原始内容存档于2014-10-25）.
4. ↑  . Tutto Mercato. 12 April 2014  [12 April 2014]. （原始内容存档于2016-03-04）.
5. ↑  . Yorkshire Evening Post. 16 April 2014  [16 April 2014]. （原始内容存档于2014-04-16）.

## 外部連結
- Profile at FFU Official Site （页面存档备份，存于） （乌克兰語）